# Quintus Marcius Philippus (consul en -281)
Pour les articles homonymes, voir Quintus Marcius Philippus.
Quintus Marcius Philippus est une personnalité politique et militaire de la République romaine.
- En 281 av. J.-C., il est élu consul.
- En 269 av. J.-C., il est élu censeur.
- En 263 av. J.-C., il est maître de cavalerie sous le dictateur Cnaeus Fulvius Maximus Centumalus. La seule action de Fulvius est l'exécution du rituel magique consistant à planter un clou (rite du Clavus annalis). Fulvius et Marcius abdiquèrent après cette cérémonie[1].

Père de Quintus Marcius Philippus.